# Performancedesign
 Der er for få eller ingen kildehenvisninger i denne artikel, hvilket er et problem. Du kan hjælpe ved at angive troværdige kilder til de påstande, som fremføres i artiklen.

Performancedesign er et design af et forløb af en event, installation, fest, case, opgave eller lignende. Designet er ofte et multimediedesign, hvor den affektive oplevelse også er i centrum. Dvs. en større totaloplevelse, der spiller på mange både kognitive, affektive og psykomotoriske indlærings- eller oplevelses-områder. Gennem det kombinerede, integrerede samspil mellem mange læringsmedier er målet med et godt performancedesign at skabe et større og mere langvarigt gennemslag hos den lærende.
I et performancedesign er deltageren ofte med-performer, hvilket gør at oplevelsen kan opleves meget autentisk, både for de planlagte aktører og de tilkomne aktører. Derfor er en endelig planlægning af et design ikke i så høj grad mulig i forhold til en endelig forberedelse. Derfor er et godt performativt design mere "at være i", end "at se på" eller "blive fortalt om".
Mange indlæringsprincipper, fx David A. Kolbs læringsmetoder og 4mat, bygger på samme grundantagelser, men når i deres designs ofte ikke ud i multimedie-universet og forbliver derved let mere intellektuelle.
Det gamle kinesiske ordsprog siger med få ord, hvad intentionerne med performancedesign er:
```
Tell me and I'll forget
Show me and I'll remember
Involve me and I'll understand
```

Performancedesign er også en uddannelse på bl.a. RUC og er relateret til performancekunst.